# Asilus tibialis
Asilus tibialis là một loài ruồi trong họ Asilidae. Asilus tibialis được Pallas trong Wiedemann miêu tả năm 1818. Loài này phân bố ở vùng Cổ Bắc giới.